# Lucky Luke : Les Dalton
Lucky Luke : Les Dalton est un jeu vidéo de tir sorti en 2008 sur Nintendo DS.

## Système de jeu
Lucky Luke : Les Dalton contient une vingtaine de mini-jeux, avec des parties qui peuvent compter jusqu'à 4 participants. Le jeu des modes comme : « Party Time » et « Grande évasion ». Dans le mode « Party Time », le joueur concourt librement sur les épreuves déjà présentes dans le mode « Grande évasion ». Le joueur a la possibilité de jouer en tactile ou avec les boutons de la Nintendo DS.

## Accueil
Le site web français Jeuxvideo.com attribue une mauvaise note de 6/20 : « Qu'ils soient tactiles ou jouables avec les boutons, les mini-jeux ont beau proposer des situations variées et amusantes, le gameplay reste constamment d'une fadeur évidente ».